# 马棚站
马棚站是一个汉丹线上的铁路车站，位于湖北省襄阳市樊城区团山镇马棚村，建于1958年，目前为四等站，邮政编码为441135。目前客运：不办理旅客乘降；行李、包裹托运；货运：仅办理整车路用货物发到。